# Combat de Ducey
Chouannerie
Batailles
Le combat de Ducey se déroule le 6 août 1795 pendant la Chouannerie.

## Déroulement
Le 6 août 1795, un détachement de 15 hommes du 1er bataillon de volontaires de la Charente-Inférieure tombe dans une embuscade tendue par les chouans alors qu'il escortait un courrier de la poste aux lettres de Ducey à Saint-James. Selon la municipalité d'Avranches, tous les hommes de l'escorte, ou presque, sont tués
,.
L'attaque aurait été menée par des chouans de la colonne normande de la division de Fougères commandée par Dauguet, dit Fleur-de-Rose. Dans ses mémoires, l'officier royaliste Toussaint du Breil de Pontbriand fait mention d'un combat livré par cette colonne à cette période dans les environs de Ducey, mais déclare en ignorer les détails.